# Silleda
Silleda là một đô thị trong tỉnh Pontevedra, Galicia, Tây Ban Nha. Đô thị này có diện tích 169 km², dân số 9.053 người (INE 2007) với mật độ 53,57 người/km²
Silleda có 33 khu phố: Abades (Santa María), Ansemil (San Pedro), Breixa (Santiago), Carboeiro (Santa María), O Castro (San Mamede), Cervaña (San Salvador), Chapa (San Cibrao), Cira (Santa Baia), Cortegada (Santa María), Dornelas (San Martiño), Escuadro (San Salvador), Fiestras (San Martiño), Graba (Santa María), Lamela (San Miguel), Laro (San Salvador), Manduas (San Tirso), Margaride (San Fiz), Martixe (San Cristovo), Moalde (San Mamede), Negreiros (San Martiño), Oleiros (San Miguel), Parada (San Tomé), Pazos (San Martiño), Piñeiro (San Xiao), Ponte (San Miguel), Refoxos (San Paio), Rellas (San Martiño), Saídres (San Xoán), Siador (San Miguel), Silleda (Santa Baia), Taboada (Santiago), Vilar (San Martiño) y Xestoso (Santa María).
42°42′B 8°14′T / 42,7°B 8,233°T